# المسيحية والعبودية

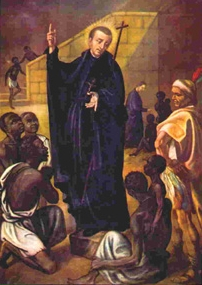
القديس بيتر كلافير عمل من اجل تحرير العبيد.

تتنوع وجهات النظر المسيحية في العبودية على المستويين الإقليمي وتاريخيا. تم فرض العبودية في أشكال مختلفة من قبل المسيحيين لأكثر من 18 قرنا. في السنوات الأولى للمسيحية، كان الرق سمة طبيعية للاقتصاد والمجتمع في الامبراطورية الرومانية، وأستمر في العصور الوسطى وما بعدها. أيدت أكثر الشخصيات المسيحية في تلك الفترة المبكرة، مثل القديس أوغسطين، أستمرار العبودية في حين عارضته عدة شخصيات مثل القديس باتريك. وبعد عدة قرون، وحينما تشكلت حركة إلغاء في جميع أنحاء العالم، عملت الجماعات التي تنادي بإلغاء العبودية لتسخير التعاليم المسيحية لدعم مواقفهم، وذلك باستخدام كل من «روح المسيحية»، الحجج النصية، وآيات الكتاب المقدس ضد العبودية.

## إلغاء العبودية
بحلول نهاية القرن التاسع عشر كانت القوى الأوروبية قد تمكنت من السيطرة على معظم المناطق الداخلية الأفريقية، وقد لحقهم بعد ذلك المبشرين المسيحيين فقاموا ببناء المدارس والمستشفيات والكنائس والأديرة، وكان للمؤسسات المسيحية دور في تثقيف ونحسين المستوى التعليمي والطبي للأفارقة.
يجادل رودني ستارك العالم في علم اجتماع الدين في كتابه «لمجد الله»، أن المسيحية بشكل عام والبروتستانتية بشكل خاص، ساعدت على إنهاء الرق في جميع أنحاء العالم، ويشاركه في ذلك أيضًا لامين سانه المؤرخ في جامعة ييل، إذ يشير هؤلاء الكتّاب إلى أن المسيحيين كانوا ينظرون إلى الرق بأنه خطئية ضد الإنسانية وفق معتقداتهم الدينية.
في أواخر القرن السابع عشر بدأت الطوائف البروتستانتية مثل القائلون بتجديد عماد في انتقاد الرق. العديد من الانتقادات المماثلة وجهت أيضًا من قبل جمعية الأصدقاء الدينية، المينوناتية، والاميش ضد الاسترقاق، لعلّ كتاب هيريت ستاو «كوخ العم توم»، والذي كتبته «وفقًا لمعتقداتها المسيحية» في عام 1852، أحدث صدىً عميقًا في انتقاد الرق. كان جيمس أوجلثورب من أوائل الذين أوضحوا قضية التنوير ضد العبودية، وقام بحظرها في مقاطعة جورجيا لأسباب إنسانيَّة، ودافع عن الحظر في البرلمان، وشجع في نهاية المطاف أصدقائه جرانفيل شارب والمبشرة الأنجليكانية هانا مور على متابعة القضية بقوة. بعد وقت قصير من وفاته في عام 1785، توحد جرانفيل شارب وهانا مور مع الإنجيلي ويليام ويلبرفورس وآخرين في تشكيل جماعة كلافام الأنجليكانية التي عملت على التحرير من العبودية. وكانت جمعية الأصدقاء الدينية من أولى المؤسسات الدينية المناهضة للعبودية، كان أعضاء جماعة كلافام من أهم الأنجليكانيين الإنجيليين البارزين والأثرياء الذين شاركوا في الآراء السياسية والاجتماعية المشتركة فيما يتعلق بالتحرير من العبودية، وإلغاء تجارة الرقيق وإصلاح نظام العقوبات، من بين أمور أخرى، وعملوا بشدّة نحو تحقيق هذه الغايات على مدار سنوات عديدة، مدفوعين بإيمانهم المسيحي واهتمامهم بالعدالة الاجتماعية والإنصاف للجميع. كما لعب أيضًا جون ويسلي، مؤسس الميثودية، دورًا في بدء حركة التحرير من العبودية كحركة شعبية.
بالإضافة إلى المساعدة في التحرير من العبودية من قبل الطوائف البروتستانتية والكاثوليكية، فقد بذل عدد من المسيحيين مزيدًا من الجهود نحو تحقيق المساواة العرقية، والمساهمة في حركة الحقوق المدنية. فمنظمة الأميركيين الأفارقة تذكر الدور الهام للحركات الاحيائية المسيحية في الكنائس السوداء التي لعبت دور هام وأساسي في حركة الحقوق المدنية. ولعل أبرز المسيحيين ممن لعبوا دور في حركة الحقوق المدنية مارتن لوثر كينغ، وهو قس للكنيسة المعمدانية، وزعيم حركة الحقوق المدنية الإميركية ورئيس مؤتمر القيادة المسيحية الجنوبية، وهي منظمة مسيحية تنادي بالحقوق المدنية.
قضية العبودية إحدى القضايا الجدلية في تاريخ المسيحية فبعض المؤرخين يلقون اللوم على الكنيسة لأنها لم تفعل ما يكفي لتحرير الهنود الحمر، والبعض الآخر يشير إلى الكنيسة كانت الصوت الوحيد المدافع عن حقوق الشعوب الأصلية.